# Гилена
Гилена (на испански: Guillena) е населено място и община в Испания. Намира се в провинция Севиля, в състава на автономната област Андалусия. Общината влиза в състава на района (комарка) Сиера Норте де Севиля. Заема площ от 226 km². Населението му е 11 456 души (по преброяване от 2010 г.). Разстоянието до административния център на провинцията е 21 km.

## Демография
| 1996 | 1998 | 1999 | 2000 | 2001 | 2002 | 2003 | 2004 | 2005 | 2006 |
| ---- | ---- | ---- | ---- | ---- | ---- | ---- | ---- | ---- | ---- |
| 8281 | 8257 | 8286 | 8406 | 8478 | 8449 | 8615 | 8760 | 9035 | 9318 |